# 雷纳托·卡贾
雷纳托·卡贾，全名雷纳托·阿德里亚诺·加科·莫莱斯（Renato Adriano Jacó Morais，1984年9月15日—），是一名巴西职业足球运动员。现效力于巴乙球队庞特普雷塔。

## 职业生涯
雷纳托职业生涯在莫奇米林起步，2007年加盟尤文图德，2008年效力于庞特普雷塔。他在庞特普雷塔表现出色，沙特豪门伊蒂哈德在2009年以250万欧元的身价将其购入。但他在西亚没有获得成功，不到一年便回国加盟巴甲球队格雷米奥。2010年，他又转投到博塔弗戈。
2011年3月8日，中国足球超级联赛球队广州恒大宣布和雷纳托签约四年，转会金额为225万美元。4月9日，雷纳托在广州恒大客场1比1战平南昌衡源的比赛下半场替补保隆出场。4月17日，他对阵北京国安比赛中被换后拂袖而去，赛后被俱乐部处以扣罚当月奖金2万美元、扣罚三场比赛奖金30万元，内部停赛三场，并下放预备队的严厉处罚。雷纳托在广州恒大队未能有出彩的表现，出赛10次无进球、无助攻。2011年7月，俱乐部以1040万欧元的年薪引进2010赛季巴甲MVP孔卡，受外籍球员注册限制，和孔卡位置重叠的雷纳托没有再获得下半赛季的联赛参赛资格。随后他以60万美元的价格被租借到巴西乙级联赛球队庞特普雷塔。他在2011赛季巴乙联赛出场15次，射进5球，帮助庞特普雷塔升级至巴甲联赛。雷纳托的租借期满之后，广州恒大又将雷纳托租借到日本职业足球联赛球队鹿岛鹿角半年，鹿岛鹿角半年后拥有优先购买权，租借及转会费总额为200万美元。
7月25日，雷纳托在2012年日本联赛杯八强战第一回合鹿岛鹿角主场2比1击败大阪樱花的比赛中替补出场，第一次代表鹿岛鹿角在正式比赛亮相。7月28日，他首次在J联赛替补登场，帮助鹿岛鹿角主场2比2战平广岛三箭。8月1日，雷纳托在2012年骏河银行锦标赛鹿岛鹿角对阵智利大学的比赛中首发出场，并射进加盟球队的首个进球，最终鹿岛鹿角通过互射点球捧得冠军。8月11日，他主罚直接任意球破门得分，首次在J联赛取得进球，帮助球队2比1逆转磐田喜悦。雷纳托在2012赛季下半赛季为鹿岛鹿角出场20次，射进3球，其中联赛出场14次打进2球，帮助球队获得了联赛杯和骏河银行锦标赛冠军。2012年12月30日，鹿岛鹿角官方宣布雷纳托租借期满回归广州恒大队。
2013年1月15日，巴甲升班马维多利亚宣布雷纳托加盟球队。 他在2013赛季在巴甲联赛为球队出场32次，射进2球，但赛季结束后维多利亚并不考虑买断雷纳托。2014年1月13日，土耳其足球超级联赛球队布尔萨体育宣布雷纳托租借球队到赛季结束。2014年7月26日，巴乙球队庞特普雷塔宣布雷纳托加盟。